# Nevenka Pogačnik
Nevenka Pogačnik, slovenska telovadka, * 14. april 1936, Ljubljana.
Pogačnikova je za Jugoslavijo nastopila na Poletnih olimpijskih igrah 1960 v Rimu.
Rezultati po orodju:
| disciplina                 | mesto |
| -------------------------- | ----- |
| Skupno - posamično         | 78.   |
| Parter - posamično         | 87.   |
| Skok čez konja - posamično | 62.   |
| Bradlja - posamično        | 53.   |
| Gred - posamično           | 94.   |